# Landtagswahlkreis Recklinghausen IV (alt)
Der Landtagswahlkreis Recklinghausen IV (alt) war ein Landtagswahlkreis im Kreis Recklinghausen in Nordrhein-Westfalen. Er umfasst die Gemeinden Haltern am See und Oer-Erkenschwick sowie die Stadtteile Deuten, Lembeck, Rhade und Wulfen der Stadt Dorsten, die Stadtteile Hüls-Süd und Sinsen-Lenkerbeck der Stadt Marl sowie den Kreistagswahlbezirk I im Nordwesten der Gemeinde Datteln.
Der Wahlkreis wurde zur Landtagswahl 2005 neu gebildet. Er ging in etwa aus dem Wahlkreis Recklinghausen IV hervor, wie er zur Landtagswahl 2000 gebildet wurde (Datteln, Haltern, Oer-Erkenschwick). Davor umfasste er noch die Gemeinden Castrop-Rauxel und Waltrop.
Zur Landtagswahl am 15. Mai 2022 wurde der Wahlkreis aufgelöst und wie folgt aufgeteilt:
- Stadt Haltern am See und von Dorsten die Stadtteile Deuten, Lembeck, Rhade, Wulfen und Wulfen-Barkenberg zum 71 Recklinghausen III.
- Von der Stadt Marl die Stadtteile 22 Hüls-Süd und 60 Sinsen-Lenkerbeck zum Wahlkreis 70 Recklinghausen II.
- Stadt Oer-Erkenschwick zum Wahlkreis 69 Recklinghausen I.

## Landtagswahl 2017
Wahlberechtigt waren 102.634 Einwohner.
| Direktkandidat    | Partei  | Erststimmen in % | Zweitstimmen in % |
| ----------------- | ------- | ---------------- | ----------------- |
| Hans-Peter Müller | SPD     | 36,4             | 34,1              |
| Josef Hovenjürgen | CDU     | 41,2             | 34,2              |
| Dariusch Rimkus   | GRÜNE   | 4,8              | 4,5               |
| Christian Leson   | FDP     | 9,2              | 10,4              |
| Nicolaus Kern     | Piraten | 3,0              | 1,0               |
| Asli Nau          | LINKE   | 5,4              | 4,1               |
| –                 | AfD     | –                | 8,4               |
| –                 | Übrige  | –                | 3,3               |

Der Wahlkreis wird durch den direkt gewählten Wahlkreisabgeordneten Josef Hovenjürgen (CDU), der dem Landtag mit einer Unterbrechung von 2000 bis 2002 bereits seit 1999 angehört und das Direktmandat nach fünf Jahren von der SPD zurückerobern konnte, vertreten. Der bisherige Wahlkreisabgeordnete Hans-Peter Müller (SPD) schied aus dem Landtag aus, da sein Listenplatz 28 nicht für den Wiedereinzug ausreichte. Der bisherige Piratenabgeordnete Nicolaus Kern hatte nur im Wahlkreis und nicht mehr auf der Landesliste kandidiert, so dass sein Abschied aus dem Landtag praktisch schon vor der Wahl feststand.

## Landtagswahl 2012
Wahlberechtigt waren 103.156 Einwohner.
| Direktkandidat             | Partei  | Erststimmen in % | Zweitstimmen in % |
| -------------------------- | ------- | ---------------- | ----------------- |
| Hans-Peter Müller          | SPD     | 42,7             | 42,8              |
| Josef Hovenjürgen          | CDU     | 34,3             | 26,7              |
| Christian Wegner           | GRÜNE   | 7,8              | 9,3               |
| Peter Amsel                | FDP     | 3,2              | 6,2               |
| Friedrich-Josef Geisthövel | LINKE   | 3,0              | 2,4               |
| Christian Folke            | Piraten | 8,9              | 8,4               |
| –                          | Übrige  | –                | 4,2               |

## Landtagswahl 2010
Wahlberechtigt waren 103.950 Einwohner.
| Direktkandidat       | Partei   | Erststimmen in % | Zweitstimmen in % |
| -------------------- | -------- | ---------------- | ----------------- |
| Josef Hovenjürgen    | CDU      | 40,7             | 34,6              |
| Hans-Peter Müller    | SPD      | 40,3             | 38,3              |
| Thorsten Winskowski  | GRÜNE    | 9,1              | 10,0              |
| Simon Saro Avakian   | FDP      | 2,9              | 5,2               |
| Friedrich Geisthövel | LINKE    | 7,1              | 6,1               |
| -                    | Sonstige | -                | 5,8               |

## Landtagswahl 2005
Wahlberechtigt waren 103.395 Einwohner.
| Direktkandidat            | Partei         | Stimmen in % |
| ------------------------- | -------------- | ------------ |
| Andreas Krebs             | SPD            | 40,1         |
| Josef Hovenjürgen         | CDU            | 44,0         |
| Burkhart Fidora           | FDP            | 4,1          |
| Horst Papenfuß            | GRÜNE          | 4,5          |
| Peter Arning              | REP            | 0,6          |
| Friedrich-Wilhelm Zachraj | PDS            | 0,8          |
| Michael Schönberg         | UNABH. BÜRGER  | 0,6          |
| Richard Müller            | Tierschutz     | 0,9          |
| Martin Seelert            | NPD            | 0,9          |
| Nicole Schmitz            | ödp            | 0,1          |
| Heinz-Dieter Teigelkämper | WASG           | 2,1          |
| Karl-Heinz Rusche         | Einzelbewerber | 1,3          |

## Landtagswahl 2000
Wahlberechtigt waren 78.394 Einwohner.
| Direktkandidat    | Partei | Stimmen in % |
| ----------------- | ------ | ------------ |
| Karl-Heinz Rusche | SPD    | 49,2         |
| Josef Hovenjürgen | CDU    | 33,8         |
| Ulrich Brack      | GRÜNE  | 5,8          |
| Peter Fechner     | FDP    | 8,0          |
| Dieter Nahler     | REP    | 1,6          |
| Übrige            | Übrige | 1,8          |

## Wahlkreissieger
| Jahr | Wahlkreisname                   | Gebiet                                                                                | Direktmandat      | Partei |
| ---- | ------------------------------- | ------------------------------------------------------------------------------------- | ----------------- | ------ |
| 1947 | 90 Recklinghausen-Land, Nordost | alter Kreis Recklinghausen                                                            | Hedwig Finger     | CDU    |
| 1950 | 90 Recklinghausen-Ld.-Nordost   | alter Kreis Recklinghausen                                                            | Hedwig Finger     | CDU    |
| 1954 | 90 Recklinghausen-Ld.-Nordost   | alter Kreis Recklinghausen                                                            | Lambert Lensing   | CDU    |
| 1958 | 90 Recklinghausen-Land-Nordost  | alter Kreis Recklinghausen                                                            | Heinrich Wiesmann | CDU    |
| 1962 | 90 Recklinghausen-Land-Nordost  | alter Kreis Recklinghausen                                                            | Heinrich Wiesmann | CDU    |
| 1966 | 93 Recklinghausen-Land I        | alter Kreis Recklinghausen                                                            | Heinz Netta       | SPD    |
| 1970 | 93 Recklinghausen-Land I        | alter Kreis Recklinghausen                                                            | Heinz Netta       | SPD    |
| 1975 | 93 Recklinghausen-Land I        | alter Kreis Recklinghausen                                                            | Heinz Netta       | SPD    |
| 1980 | 83 Recklinghausen III           | Datteln, Haltern, Oer-Erkenschwick                                                    | Heinz Netta       | SPD    |
| 1985 | 83 Recklinghausen III           | Datteln, Haltern, Oer-Erkenschwick                                                    | Karl-Heinz Rusche | SPD    |
| 1990 | 83 Recklinghausen III           | Datteln, Haltern, Oer-Erkenschwick, Dorsten (teilweise)                               | Karl-Heinz Rusche | SPD    |
| 1995 | 83 Recklinghausen III           | Datteln, Haltern, Oer-Erkenschwick, Dorsten (teilweise)                               | Karl-Heinz Rusche | SPD    |
| 2000 | 84 Recklinghausen IV            | Datteln, Haltern, Oer-Erkenschwick                                                    | Karl-Heinz Rusche | SPD    |
| 2005 | 72 Recklinghausen IV            | Haltern, Oer-Erkenschwick, Datteln (teilweise), Dorsten (teilweise), Marl (teilweise) | Josef Hovenjürgen | CDU    |
| 2010 | 72 Recklinghausen IV            | Haltern, Oer-Erkenschwick, Datteln (teilweise), Dorsten (teilweise), Marl (teilweise) | Josef Hovenjürgen | CDU    |
| 2012 | 72 Recklinghausen IV            | Haltern, Oer-Erkenschwick, Datteln (teilweise), Dorsten (teilweise), Marl (teilweise) | Hans-Peter Müller | SPD    |
| 2017 | 72 Recklinghausen IV            | Haltern, Oer-Erkenschwick, Datteln (teilweise), Dorsten (teilweise), Marl (teilweise) | Josef Hovenjürgen | CDU    |